# Grace Aguilar

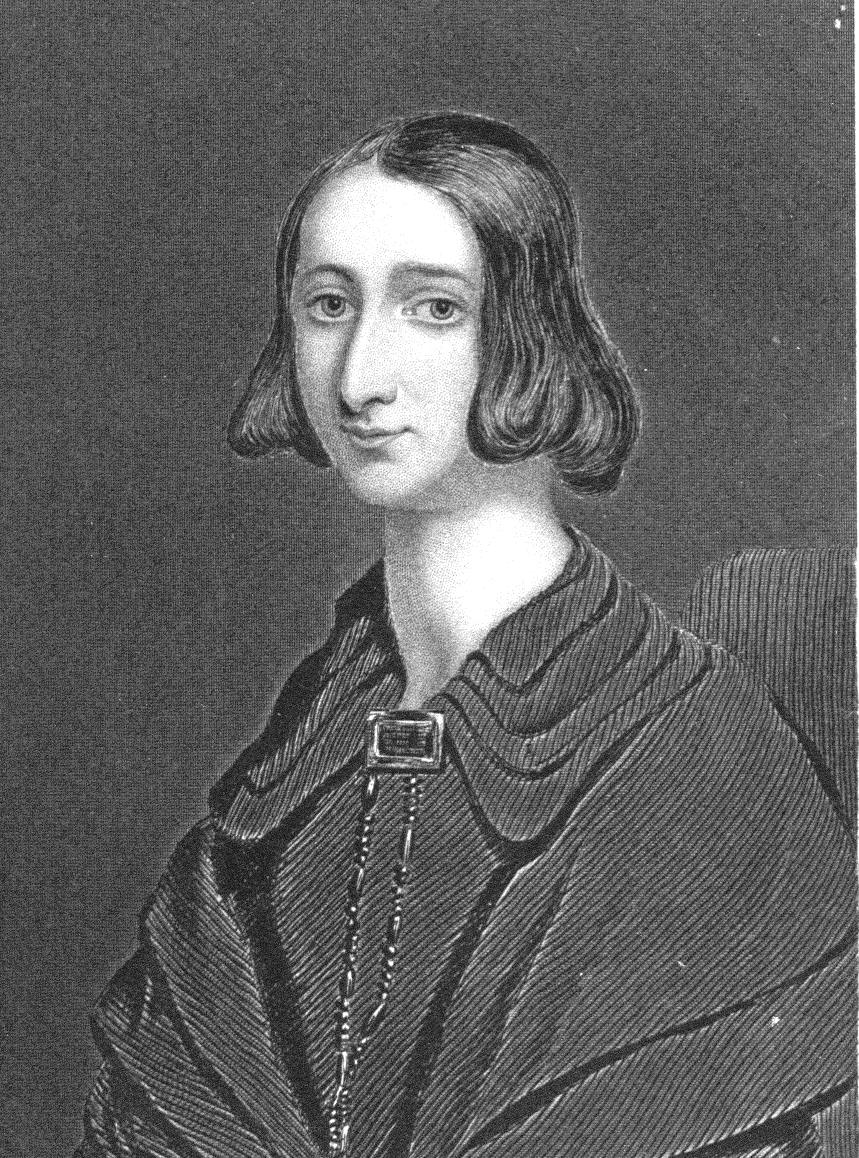
Grace Aguilar

Grace Aguilar (geboren am 2. Juni 1816 in London; gestorben am 16. September 1847 in Frankfurt am Main) war eine englische Schriftstellerin sephardischer Abstammung. Neben Romanen schrieb sie Essays und Artikel zu geschichtlichen Themen, insbesondere zu jüdischer Geschichte. Aguilar gilt als die erste Frau, die in englischer Sprache über das Judentum schrieb. Zu ihrer Zeit waren ihre Werke ausgesprochen populär.

## Leben
Die ersten Jahre ihres Lebens verbrachte Aguilar in London. Ihre Eltern waren spanische Einwanderer marranischer Abstammung; ihr Vater Emanuel Aguilar war Kaufmann und eine wichtige Figur in der jüdischen Gemeinde, ihre Mutter Sarah Dias Fernandes Aguilar leitete eine kleine Privatschule für Jungen. Ihr Bruder war der Pianist und Komponist Emanuel Aguilar. Aguilar wurde von beiden Eltern zu Hause unterrichtet. Da alle Familienmitglieder gesundheitlich anfällig waren, verbrachte die Familie viel Zeit außerhalb der Großstadt in Devonshire. Ihre dortigen Kirchenbesuche stellten ihre erste Begegnung mit dem britischen Protestantismus dar.
Aguilar galt als außerordentlich gebildet, stand jedoch stark unter dem Einfluss und der Kontrolle ihrer Mutter und bewegte sich kaum in Kreisen außerhalb ihrer eigenen Familie. Auch nach Eintritt ihres literarischen Erfolgs wurden ihr selbständige Reisen nicht gestattet, im Gegensatz zu ihren beiden jüngeren Brüdern, die Karrieren im Ausland machten. Nach dem Tod ihres Vaters 1845 ernährte sie die Familie mit den Einkünften aus ihrer literarischen Arbeit alleine. 1847 verbrachte Aguilar die letzten Monate ihres Lebens schwer krank in Deutschland. Ihre Mutter, die sie dorthin begleitet hatte, hatte sich dort medizinische Hilfe erhofft; Aguilar starb jedoch im September dieses Jahres, nachdem sie bereits einige Zeit vorher die Fähigkeit zu sprechen verloren hatte. Sie ist in Frankfurt begraben.

## Werk
Obwohl sieben ihrer Romane erst postum durch ihre Mutter herausgegeben wurden, war Aguilar zu Lebzeiten eine ausgesprochen populäre Schriftstellerin und wurde in verschiedene Fremdsprachen übersetzt. Ihre ersten Werke waren historische Romanzen. Typisch für diese Schaffensphase ist das erst 1850 veröffentlichte und auch ins Deutsche und Hebräische übersetzte The Vale of Cedars, das in der Zeit der Spanischen Inquisition angesiedelt ist. Die Hauptfiguren sind Juden, die ihren Glauben im Verborgen ausüben müssen. Später wandte sich Aguilar verstärkt Übersetzungen sowie theologischen und biografischen Schriften zu. In dieser Phase erlangte sie ihre größte Bekanntheit. Sie beschäftigte sich unter anderem mit Fragen der Emanzipation der Frauen im Kontext des Judentums und mit dem Zusammenhang zwischen Judentum und Humanismus. 1844 erschien Women of Israel, eine Sammelbiografie verschiedener Frauen in der Bibel und im Talmud. In den letzten Jahren ihres Lebens wandte sich Aguilar wieder verstärkt der Fiktion zu. Werke wie Home Influence und A Mother's Recompense sind dabei weniger emanzipatorisch angelegt; Frauen treten eher gemäß den viktorianischen Idealen als starke Mütter auf, die außerhalb ihrer Familien wenig gesellschaftliche Freiheiten haben.
Aguilars religiöse Schriften vertreten selten ausgeprägte theologische Positionen; größtenteils sind sie aufklärerisch angelegt und versuchen, Wissen über die jüdische Kultur und Geschichte zu vermitteln. Sie setzte sich zum Ziel, bei einer breiten Leserschaft Vorurteile abzubauen. Hintergrund dieser Bemühungen war ihr Misstrauen gegenüber dem Katholizismus, der in dieser Zeit im Rahmen der Katholikenemanzipation in Großbritannien weitere Verbreitung fand. Insbesondere fürchtete sie den katholischen Einfluss auf die Literatur. Zeit ihres Lebens brachte sie den Katholizismus in Verbindung mit Antisemitismus und der Unterdrückung der spanischen und portugiesischen Juden, die in ihrer eigenen Familiengeschichte verankert war.
Auch als Übersetzerin trat Aguilar auf; 1838 veröffentlichte sie Israel Defended, eine Übersetzung aus dem Französischen eines Werks von Isaak Orobio de Castro. Bereits 1835 hatte sie außerdem anonym einen Gedichtband mit dem Titel The Magic Wreath publiziert.

## Rezeption
Obwohl auch ihre Fiktion von der Kritik überwiegend wohlwollend aufgenommen wurde, hatten die religiösen Schriften den größten Einfluss auf Aguilars Reputation als Autorin. Sharpe's Magazine bezeichnete in einer Rezension von The Days of Bruce den Roman zwar als gelungen, ihre Beschreibungen des Judentums im Vergleich dazu jedoch als einzigartig. Auf das stärkste kritische Echo stieß Women of Israel, das noch bis in die 1950er Jahre teilweise an Sonntagsschulen unterrichtet wurde. Ihre Gedichte waren dagegen weniger populär. Der amerikanische Anglist Michael Galchinsky sieht Aguilar als bedeutendste Stimme des englischen Judentums ihrer Zeit, die sowohl die Position der Juden gegenüber den Christen als auch die jüdischer Frauen gegenüber den Männern gestärkt habe.
Heute sind Aguilar und ihr Werk nur noch wenig bekannt. Eine Zweigstelle der New York Public Library ist nach ihr benannt.

## Bibliografie
- The Magic Wreath (1835)
- Israel Defended (1838)
- The Spirit of Judaism (1842)
- Women of Israel (1844)
- Records of Israel (1844)
- The Jewish Faith (1846)
- History of the Jews in England (1847)
- Home Influence (1847)
- The Vale of Cedars; Or, The Martyr (1850)
- A Mother's Recompense (1851)
- Woman's Friendship (1851)
- The Days of Bruce. A story from Scottish History. Vol. I; The Days of Bruce. Vol. II (1852)
- Women's Friendship (1853)
- Home Scenes and Heart Studies (1853)
- Sabbath Thoughts and Sacred Communings (1853)
- Home influence: a tale for mothers and daughters (1870)
- Women of Israel. Vol. I (1876)

## Belege
1. ↑  Grace Aguilar in der Encyclopædia Britannica Abgerufen am 15. Dezember 2010
2. 1 2 3 4 5  Lorna Sage: The Cambridge Guide to Women's Writing in English, Cambridge University Press: Cambridge (1999), S. 7
3. 1 2 3 4 5 6 7  Paul Schlueter/June Schlueter (Hg.): An Encyclopedia of British Women Writers, Rutgers University Press: New Brunswick/London (1998), S. 4f.
4. 1 2  Michael Dugdale: Grace Aguilar, gesehen am 11. Mai 2010